# Yohan Pino
Yohan José Pino (Nacido en Turmero, Estado Aragua, Venezuela, el 26 de diciembre de 1983) es un lanzador de la Liga Venezolana de Béisbol Profesional (LVBP), para los Navegantes del Magallanes.

## Carrera como beisbolista

### Mellizos de Minnesota
El 12 de mayo de 2004, Pino es  Firmado por los Mellizos de Minnesota como agente libre amateur.
El 23 de junio de 2005, Pino es asignado a los Elizabethton Twins de la  Appalachian League.
En la LVBP
El 13 de octubre de 2006, Pino hace su debut con la organización de los Tigres de Aragua de la Liga Venezolana de Béisbol Profesional para la temporada 2006-07.
El 28 de agosto de 2009, los Mellizos de Minnesota enviaron a Yohan Pino a los Indios de Cleveland para completar un acuerdo anterior realizado el 7 de agosto de 2009.
El 16 de abril de 2011, Pino es comprado por los Azulejos de Toronto.
El 2 de noviembre de 2011, es dejado como agente libre.
El 19 de diciembre de 2011, es firmado por la organización los Azulejos de Toronto. El 3 de noviembre de 2012 es dejado como agente libre.
El 20 de enero de 2013, es firmado con la organización Rojos de Cincinnati.
El 5 de noviembre de 2013, es asignado como agente libre.
Pino jugó en las ligas menores para los Mellizos de Minnesota, los Indios de Cleveland, los Azulejos de Toronto y las organizaciones de los Rojos de Cincinnati. Pino firmó con los Mellizos de Minnesota antes de la temporada 2014.
Pino Hizo su debut en las ligas mayores el 19 de junio de 2014. A los 30 años, 175 días, Pino era el lanzador abridor con mayor edad de los Mellizos para hacer su debut en las ligas mayores.
Pino recibió la opción de regresar a los Rochester Red Wings de la International League de la Clase Triple A el 15 de agosto de 2014, después de hacer 10 aperturas y terminar 1 ganado y  5 perdidos, con una efectividad de 5.37.

### Reales de Kansas City
Pino firmó un acuerdo de Grandes Ligas con los Reales de Kansas City el 15 de diciembre de 2014.
El 18 de abril de 2015, el mismo día en que fue llamado de Triple A, hizo su debut en los Reales, reemplazando al abridor Yordano Ventura luego de que este último fue expulsado en la cuarta entrada.
Fue enviado a las Ligas Menores de Béisbol el 12 de mayo, luego de perder una oportunidad de suspensión el 9 de mayo con un error de lanzamiento en la parte inferior de la novena contra los Tigres de Detroit. Los Reales eligieron  al diestro Yohan Pino bajarlo a triple A para hacer espacio en el roster a Joba Chamberlain y Louis Coleman.

### KT Wiz
Antes de la temporada 2016, Pino firmó con el KT Wiz de la Liga KBO.

### Segunda temporada con Mellizos de Minnesota
El 24 de enero de 2017, Pino firmó un contrato de ligas menores con los Mellizos de Minnesota. Eligió ser agente  libre el 6 de noviembre de 2017.

### Tommasin Padua
El 25 de enero de 2018, Pino firmó con el Tommasin Padova de la Liga Italiana de Béisbol.

### En la LVBP
El 14 de febrero de 2018, Los Navegantes del Magallanes adquirieron al lanzador derecho Yohan Pino de los Tigres de Aragua a cambio de Ismael Guillón y Anthony Santander.
El 20 de enero de 2019, Yohan Pino fue seleccionado por los Leones del Caracas en el draft de sustituciones para la serie final que el equipo iniciará ante los Cardenales de Lara.